# Fotgängaren
Fotgängaren (tyska: Der Fußgänger) är en tysk-israelisk-schweizisk dramafilm från 1973 i regi av Maximilian Schell.

## Utmärkelser
Filmen vann Tyska filmpriset för bästa film 1973 och ett Golden Globe Award för bästa utländska film året därpå.

## Roller i urval
- Gustav Rudolf Sellner - Heinz Alfred Giese
- Ruth Hausmeister - Inge Maria Giese
- Elsa Wagner - Elsa, Heinz mor
- Manuel Sellner - Hubert Giese
- Maximilian Schell - Andreas Giese
- Dagmar Hirtz - Elke, Andreas hustru
- Michael Weinert - Michael, deras son
- Peter Hall - Rudolf Hartmann
- Alexander May - Alexander Markowitz
- Gila von Weitershausen - Karin
- Christian Kohlund - Erwin Götz
- Walter Schmidinger - polis